# Torbiel galaretowata

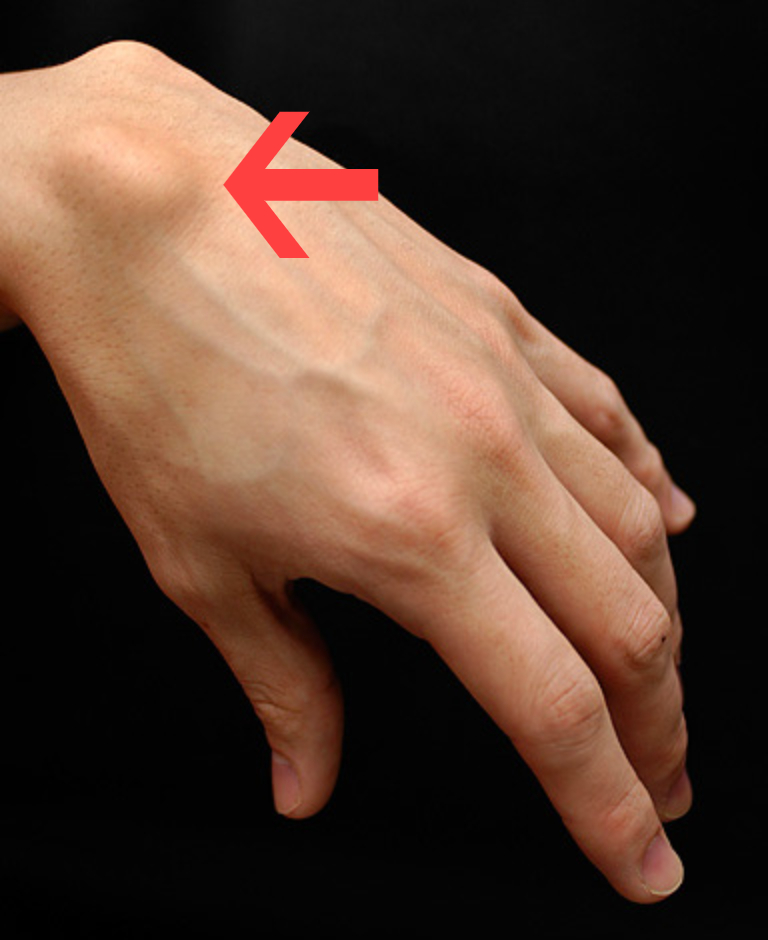
Torbiel galaretowata na nadgarstku

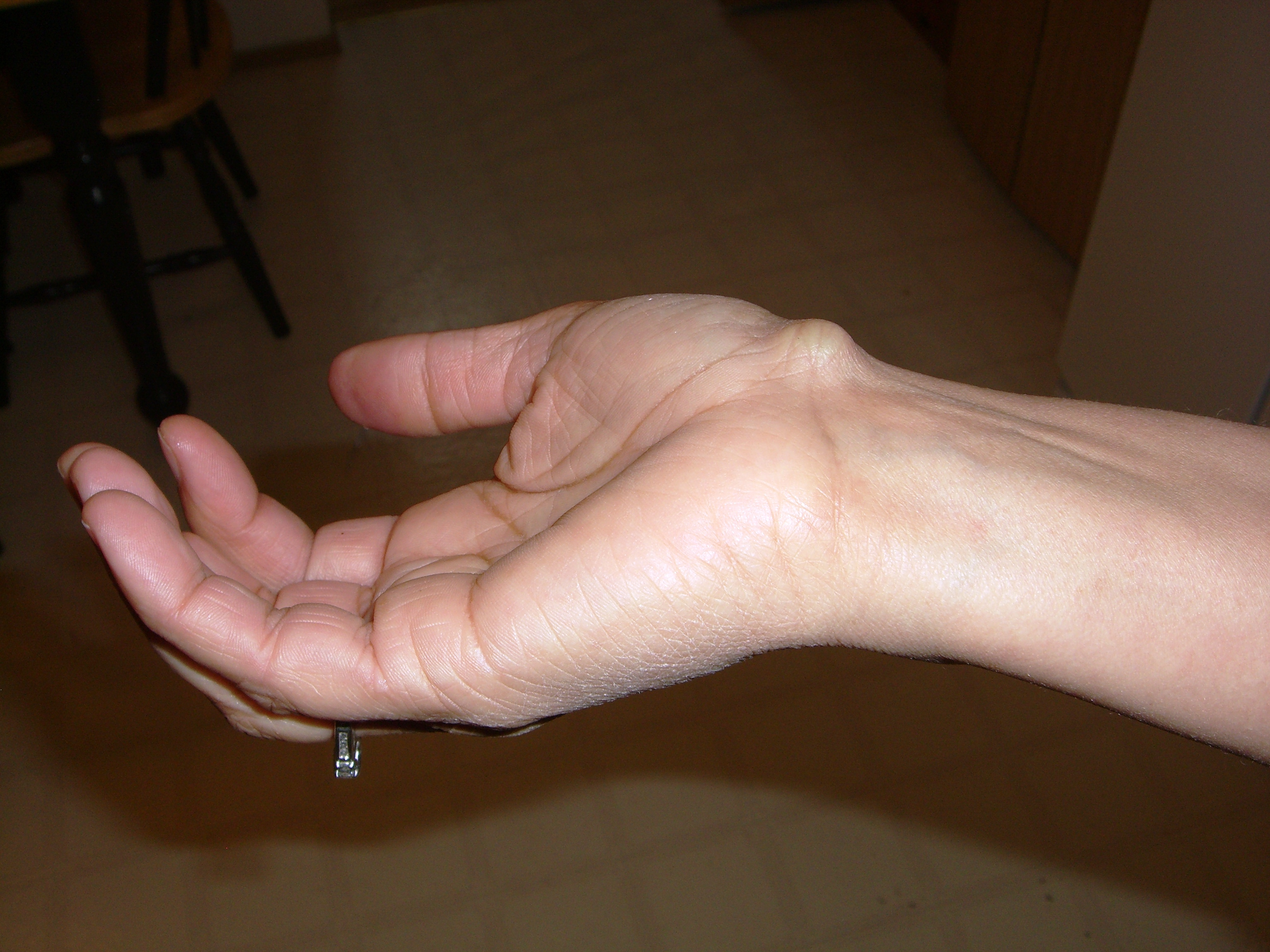
Torbiel galaretowata pod nadgarstkiem

Torbiel galaretowata, ganglion (łac. ganglion) – pseudotorbiel łącznotkankowa występująca w okolicach torebek stawowych oraz ścięgien. Jest to jama patologiczna o ścianach wyściełanych tkanką łączną, wypełniona płynem lub galaretowatą substancją. Najczęstszą lokalizacją jest okolica nadgarstka i stopy, rzadko kolana lub innych stawów (jak np. stawu skroniowo-żuchwowego). 
Uważa się, że jest to odczyn zwyrodnieniowy pochewek ścięgnistych na przewlekłe urazy.
Jeśli torbiel zawiera tkankę litą, może się ona przekształcić w nowotwór złośliwy. Jeśli istnieje podejrzenie, że torbiel jest zmianą złośliwą, konieczne jest jej chirurgiczne usunięcie lub przynajmniej wykonanie biopsji w celu potwierdzenia lub wykluczenia tego podejrzenia.
Leczenie może polegać na ucisku zmiany, punkcji i odessaniu zawartości za pomocą igły, bądź usunięciu operacyjnym. Wysokie ryzyko nawrotu może zostać zmniejszone przez kilkudniowe unieruchomienie stawu po zabiegu.